# Oreogeton anomalipennis
Oreogeton anomalipennis är en tvåvingeart som beskrevs av Smith 1962. Oreogeton anomalipennis ingår i släktet Oreogeton och familjen Oreogetonidae. Inga underarter finns listade i Catalogue of Life.